# ابو عبدالرحمن سلمی
ابو عبدالرحمان سُلَّمی (درگذشت ۷۴ هجری قمری) از تابیعن کوفه، و قاری قرآن، و یکی از راویان حدیث نبوی بود.

## زندگی
ابو عبدالرحمان عبدالله بن حبیب بن ربیعه سلّمی در زمان حیات پیامبر اسلام محمد متولد شد. او نابینا بود. پدرش حبیب بن ربیعه سلمی از اصحاب پیامبر بود. ابو عبدالرحمان در سال ۷۴ هجری (در برخی منابع در سال ۷۳ هجری) در دوران حکومت بشر بن مروان بر کوفه درگذشت.

## قرائت قرآن
ابو عبدالرحمن السلمی قرائت قرآن، و تجوید آن را آموخت و در آن مهارت یافت. سپس حفظ و قرائت قرآن خود را به عثمان بن عفان، علی بن ابی طالب، عبدالله بن مسعود، ابی بن کعب و زید بن ثابت ارائه کرد. همچنین عاصم بن ابی نجود، یحیی بن وثاب، عطاء بن سائب، عبدالله بن عیسی بن عبدالرحمان بن ابی لیلی، محمد بن ابی ایوب، عامر الشعبی و اسماعیل بن ابی خالد، قرآن را از وی فراگرفتند. ابو عبدالرحمان سلمی در طول چهل سال پیاپی - از زمان خلافت عثمان بن عفان تا مرگ خودش - در مسجد بزرگ کوفه می‌نشست و برای مردم قرآن تلاوت می‌نمود. بدون آنکه هزینه ای برای آن دریافت کند.

## روایت حدیث
- ابو عبدالرحمان سلّمی از افراد زیر روایت نقل کرده‌است: عمر بن خطاب و عثمان بن عفان[۱]، عبدالله بن مسعود،[۳] حذیفه بن یمان، خالد بن ولید، سعد بن ابی وقاص، ابوموسی اشعری، علی بن ابی طالب، ابو دردا و ابوهریره.[۲]
- افراد زیر از او روایت نقل کرده‌اند: عاصم کوفی، ابو اسحاق سبیعی، علقمه بن مرثد، عطا بن سائب، ابراهیم بن یزید نخعی، اسماعیل بن عبدالرحمان سدی، حبیب بن ابی ثابت، سعد بن عبیده، سعید بن جبیر، عبد الاعلی بن عامر، عبدالملک بن اعین، عثمان بن مغیره ثقفی، قیس بن وهب، مسلم بن بطین، ابو البختری طائی و ابو حصین اسدی.
- علم رجال: ابن سعد دربارهٔ او می‌گوید: «او مورد اعتماد و دارای حدیث بسیار.[۴]» العجلی و نسائی نیز او را توثیق کرده‌اند. همچنین راویان کتب شش‌گانه اهل سنت نیز از وی روایت نقل کرده‌اند.